# Mimotonální dominanta
Mimotonální dominanta, též vložená dominanta, je pojem vyskytující se v klasické harmonii. Jedná se o skutečné dominanty, které se vkládají před tonální akordy představující v tu chvíli dočasné tóniky. 

## Charakteristika
Označení „vložená“ dominanta naznačuje, že tyto dominanty dané tónině nepřísluší, což znamená, že taková mimotonální dominanta je pouze momentálně využita, či "vypůjčena", ovšem je součástí tóniny odlišné. Dá se říci, že se jedná o situaci, kdy se akord bezprostředně následující stane na určitou chvíli tónikou a díky tomu je po tuto dobu možné využívat tóny, které se v dané tónině nevyskytují. Rozvedení takových funkcí je pak zcela stejné, jako bychom je rozváděli do tóniky. Jedná se o nejčastější rozšíření diatoniky o mimotonální funkce.
Přestože výraz „dominanta“ může představovat v širším slova smyslu tři různé druhy akordů, obvykle je za tuto dominantu považován kvintakord V. stupně (např. v Cdur je 5. stupněm tón G). Tento kvintakord pak může být následně rozšířen na dominantní septakord i akord nónový. V některých případech se pak může jednat o subdominantu (neboli spodní dominantu), tedy o IV. stupeň. Tento kvintakord pak může být rozšířen na septakord II. stupně, čehož je možné docílit přidáním spodní septimy. Třetím a posledním druhem akordu, který je možné použít, je zmenšený, nebo zmenšeně malý septakord VII. stupně. V takovém případě se jedná o tzv. kombinovanou dominantu.
Všechny tyto tři „variace dominant“ jsou ve vztahu k tónice v napětí. Je ovšem možné tyto mimotonální dominanty do tóniky rozvést, čehož se dá docílit dominantním, subdominantním, nebo kombinovaným rozvodem. Je tedy možné jakýkoliv durový i jakýkoliv mollový kvintakord pokládat za dočasnou tóniku, k níž je následně postavena právě jedna ze tří zmíněných dominant. V tu chvíli se však nebude jednat o dominantu tonální, ale právě o dominantu mimotonální.
Nejčastěji se mimotonálních dominant užívá při tvorbě čtyřzvuků. Obvykle nastupují chromatickým zvýšením, nebo chromatickým snížením tónů doškálných a vkládají se před všechny stupně v tónině s výjimkou tóniky, nebo těch stupňů, které dávají zmenšený, či zvětšený kvintakord. 

## Dominanty s dominantní funkcí

### Úplný dominantní rozvod
Do svých dočasných tónik jsou mimotonální dominanty rozváděny pomocí postupu základního tónu o kvintu níže a jejich substitucí o ½ tón níže (stejné je to i v případě vlastní dominanty a její subsituce). Oba tyto postupy nazýváme úplný dominantní rozvod (dominant resolution). V notových analýzách jsou tyto rozvody obvykle značeny plnou, či přerušovanou šipkou. Při úplném dominantním rozvodu vlastně provádíme harmonizování tónů melodie mimotonálními dominantami. Pokud rozvádíme mimotonální dominanty, je důležité správně určit rozvodný akord, k čemuž nám může pomoci fundamentální bas (tedy pouze myšlený bas, který je složený ze základních tónů obou akordů). Určení rozvodných akordů mimotonálních dominant tak tedy určíme podle vzdálenosti původních základních tónů, tedy podle postupu fundamentálního basu. Díky úplnému dominantnímu rozvodu tak získáme celkem 12 dominantních septakordů na všech stupních chromatiky. Na základě tohoto rozvodu jsou pak tyto dominanty nazývány „dominantami s dominantní funkcí“. Řada dominantních septakordů se nutně nemusí chovat dominantně – jedná se pak o tzv. dominanty s nedominantní funkcí (např. dominanty s funkcí subdominantní).

## Sled mimotonálních dominant
Sled (také nazýván řetěz, nebo sekvence) mimotonálních dominant (anglicky extended dominants, nebo také sequential dominants), je řada mimotonálních dominant septakordů, jejichž vzájemný poměr je kvintový. V podstatě se může říci, že je to situace, kdy se mimotonální dominanta rozvádí do další dominanty a ta se rozvádí zase do další dominanty a tak dále. Toto spojení je typické pro řadu harmonických progresí. Citlivý tón jedné dominanty pak typicky klesá k septimě následující dominanty, následkem čehož je jeden akord vždy úplný a druhý neúplný. Chceme-li, abychom měli při sledu mimotonálních dominant pouze nónové akordy, je nutné použít pětihlas. Sled mimotonálních dominant je tedy postup, který je typický tím, že většinou vrcholí vlastní dominantou s rozvodem do tóniky. Méně časté je pak užití sledu všech dominant. Jedná se ovšem o možnost převážně teoretickou, která se v praxi příliš nevyskytuje.

### Postup dominanty do dominanty
Jedná se o postup charakteristický pro mimotonální dominantu k 5. stupni.
Dominanty postupují vždy do dočasné tóniky, kterou je dominantní septakord, tedy přesněji akord durový. V krátkém úseku se pak velice rychle střídají durové tonality, kdy každá nová durová diatonika ovlivňuje dominantu V7, tedy ten právě předcházející akord na V. stupni. Pro vyjádření tohoto postupu je vhodná např. mixolidická stupnice.

### Označení
K funkčnímu značení postupu dominant se používá římská číslice (V7).
Sledy mimotonálních dominant se pak číslují odzadu – tedy poslední akord v řadě dostane číslo 1., akord předcházející číslo 2., atd…